# Senhores de Góis
Os Senhores de Góis foram uma linhagem nobre que desempenharam um papel importante na história medieval do Reino de Portugal . A origem desta linhagem remonta ao início do século XII, quando a vila e o senhorio de Góis foram concedidos a Anião da Estrada, um nobre asturiano, por D. Teresa de Leão e seu filho, o infante D. Afonso Henriques, que se tornou o primeiro rei de Portugal.    

## Origem e história
A linhagem dos Senhores de Góis começou quando Anião da Estrada recebeu o senhorio de Góis, uma região montanhosa e então despovoada. Entre 1113 e 1117, D. Teresa de Leão confiou a Anião o comando dos castelos de Góis e Bordeiro, marcando o início do poder territorial da família.  
O filho de Anião, Martim Anião, não tinha herdeiros homens, pelo que o senhorio de Góis foi herdado pela sua irmã, Maria Anião, que se casou com Gonçalo Dias de Góis, unindo a linhagem de Anião da Estrada à família Góis. A partir daí, a família Góis tornou-se uma linhagem nobre consolidada, mantendo o seu domínio e influência durante várias gerações.  

## Membros notáveis
Anião da Estrada: 1º Senhor de Góis, que recebeu o senhorio de D. Teresa e D. Afonso Henriques.  Martim Anião: Filho de Anião da Estrada, herdou o senhorio mas morreu sem herdeiros varões.  Gonçalo Dias de Góis: Casou com Maria Anião e através dela herdou o senhorio, consolidando a linhagem Góis. Salvador Gonçalves de Góis: Filho de Gonçalo Dias, continuou o senhorio de Góis.  Pedro Salvadores de Góis: Filho de Salvador Gonçalves, manteve o senhorio de Góis. Vasco Pires Farinha: Filho de Pedro Salvadores de Góis, um dos últimos a controlar o senhorio antes de passar para outra linhagem. Gonçalo Vasques de Góis: Filho ilegítimo de Vasco Pires. A sua falta de herdeiros do sexo masculino fez com que o senhorio passasse para os descendentes da sua irmã, Maria, casada com Vasco Rodrigues Viegas. 

## Lista dos senhores deGóis
Estrada

Lista de senhores de Góis
1. Anião da Estrada, foi o 1º senhor de Góis, tenência que recebeu de Teresa de Leão quando ela confia à Anião os "castelos de Góis e de Bordeiro, numa data desconhecida entre 1113 e 1117"[13]. A terra de Góis era então uma montanha despovoada.[14]
2. Martim Anião, filho do anterior, não teve descendência masculina e a sua irmã Maria herdou o senhorio.[15][14]

Góis

1. Gonçalo Dias de Góis, foi senhor de Góis pelo casamento com Maria Anaia, filha de Anião da Estrada, porque os irmãos de Maria não tinham descendência masculina. O Nobiliário confunde com seu pai Diogo Gonçalves.[15]
2. Salvador Gonçalves de Góis, filho do anterior.[16][17]
3. Pedro Salvadores de Góis, filho do anterior.[16][17]
4. Vasco Pires Farinha, filho do anterior.[16][17]
5. Gonçalo Vasques de Góis, filho natural do anterior (sua mãe era uma freira).[17] Não teve filhos e o senhorio passou aos filhos de sua irmã Maria, esposa de Vasco Rodrigues Viegas.[18]